# Síťkovec trojbarvý
Síťkovec trojbarvý (Daedaleopsis tricolor) také často síťkovec trojbarevný je houba z řádu chorošotvaré (Polyporales) a z čeledi chorošovité (Polyporaceae). Plodnice je nejedlá. Organismus se živí rozkladem mrtvé dřevní hmoty, ale je také patogenem napadajícím živé dřeviny. Někteří autoři považují tento druh pouze za varietu síťkovce načervenalého (Daedaleopsis confragosa).

## Synonyma patogena
Podle Biolib je pro patogena s označením Daedaleopsis tricolor používáno více rozdílných názvů.

### Vědecké názvy
Patogena lze najít pod vědeckými názvy například Agaricus sepiarius nebo Lenzites tricolor.

### České názvy
Patogena lze najít pod českými názvy například síťkovec trojbarvý, síťkovec načervenalý trojbarevný nebo síťkovec trojbarevný

## Zeměpisné rozšíření
Evropa, Japonsko

### Výskyt v Česku
Pozitivní.

## Popis
Plodnice jsou jednoleté, kloboukaté, 3–15 cm velké. Povrch je hladký až mírně vrásčitý, naznačeně pásovaný, nejdříve bělavě šedý, pak barvy šedookrové až bledě červenohnědé, ačkoliv barva se může lišit podle podmínek. Lištny růžově okrové až světle hnědé, hymenofor není příčně pospájený a zdánlivě tudíž zcela zjevně vytváří zdánlivé lupeny (lištny), což je významný rozlišovací znak. Ačkoliv se v jiném zdroji lze dovědět, že hymenofor může být i labyrintický jde spíše o taxonomickou záměnu a popis houby síťkovec načervenalý). Na čerstvé plodnici lze po otlačení pozorovat načervenalé skvrny. Dužnina je světle nahnědlá, dřevnatá, korkovitá.

## Hostitel
Buk, vrba, bříza, spíše výjimečně třešně.

## Příznaky
Plodnice na kmeni, nebo větvích.

### Možnost záměny
síťkovec načervenalý

## Význam
Dřevokazná houba. Parazit na dřevinách, bílá hniloba způsobuje lámání částí dřeviny a následné odumírání. Plodnice nejedlá.

## Ekologie
Ovocné sady, listnaté lesy až do podhorského pásu, je uváděno že je často nalézán v lužních stanovištích.